# سرچشمه تلخاب
سرچشمه تلخاب، روستایی از توابع بخش مرکزی شهرستان ایذه در استان خوزستان ایران است.

## جمعیت
این روستا در دهستان سوسن غربی قرار دارد و براساس سرشماری مرکز آمار ایران در سال ۱۳۸۵، جمعیت آن ۱۲۹ نفر (۲۵خانوار) بوده‌است.